# Bernardos
Bernardos – gmina w Hiszpanii, w prowincji Segowia, w Kastylii i León, o powierzchni 29,13 km². W 2011 roku gmina liczyła 603 mieszkańców.